# St. Aubert Churchyard
St. Aubert Churchyard is een Britse militaire begraafplaats gelegen in de Franse plaats Saint-Aubert (Noorderdepartement). De begraafplaats wordt onderhouden door de Commonwealth War Graves Commission.
De begraafplaats telt 4 geïdentificeerde Gemenebest graven uit de Eerste Wereldoorlog.